# Équipe de Tunisie de volley-ball en 1985
L'équipe de Tunisie de volley-ball dispute en 1985 le tournoi mondial de qualification au championnat du monde 1986 qui réunit onze équipes au Pirée. Avec un bilan de trois victoires pour quatre défaites, l'équipe termine à la 7e place, synonyme d'élimination puisque seuls les trois premiers sont qualifiés au mondial. En août 1985, la Tunisie monte sur la plus haute marche du podium aux Jeux panarabes organisés à Rabat ; il s'agit de la deuxième médaille d'or pour le volley-ball tunisien dans cette compétition.

## Matchs
| Date          | Lieu     | Adversaire   | Score                       | Durée | Compétition | Meilleur marqueur | Référence |
| 4 avril 1985  | Le Pirée | Corée du Sud | 0-3 (3-15 9-15 2-15)        | -     | TMQCMPT     | -                 |           |
| 5 avril 1985  | Le Pirée | Australie    | 3-?                         | -     | TMQCMPT     | -                 |           |
| 7 avril 1985  | Le Pirée | Grèce        | 1-3 (9-15 5-15 15-11 7-15)  | -     | TMQCMPT     | -                 |           |
| 8 avril 1985  | Le Pirée | Bahreïn      | 3-0 (15-12 15-12 15-7)      | -     | TMQCMPT     | -                 |           |
| 9 avril 1985  | Le Pirée | Canada       | 1-3 (8-15 15-13 12-15 4-15) | -     | TMQCMPT     | -                 |           |
| 11 avril 1985 | Le Pirée | Suède        | 0-3 (4-15 5-15 4-15)        | -     | TMQCMMdc1   | -                 |           |
| 12 avril 1985 | Le Pirée | Algérie      | 3-1                         | -     | TMQCMMdc2   | -                 |           |

TMQCM : match du tournoi mondial de qualification pour le championnat du monde 1986 (tournoi appelé aussi World B Championship).
PT Premier tour
Mdc1 Match de classement (5 à 8)
Mdc2 Match de classement (7-8)